# نيل ستيفنسون
نيل تاون ستيفنسون (بالإنجليزية: Neal Town Stephenson) (المولود في 31 أكتوبر 1959) هو كاتب أمريكي معروف بأعماله في الخيال التأملي.
صُنفت رواياته ضمن فئات الخيال العلمي، والخيال التاريخي، والسايبربانك، وما بعد السايبربانك، والباروكية.
يستكشف عمل ستيفنسون مواضيع مثل الرياضيات والتشفير واللغويات والفلسفة والعملة وتاريخ العلوم. كما يكتب أيضًا مقالات غير خيالية عن التكنولوجيا في منشورات مثل وايرد. وقد كتب أيضًا بعض الروايات مع عمه جورج جيوسبيري («ج. فريدريك جورج») تحت الاسم المستعار المشترك ستيفن بوري.
عمل ستيفنسون بدوام جزئي مستشارًا لشركة بلو اوريجين، وهي شركة (أسسها جيف بيزوس) تطور مركبة فضائية ونظام إطلاق فضائي، وهو أيضًا أحد مؤسسي شركة سوبيتاي التي كان عرضها الأول هو مشروع الخيال التفاعلي «المنغولي». وهو حاليًا كبير مستقبلي شركة ماجيك ليب.

## حياته
وُلد ستيفنسون في 31 أكتوبر 1959 في فورت ميد بولاية ماريلاند في عائلة من المهندسين والعلماء. يشغل والده منصب أستاذ للهندسة الكهربائية بينما كان جده لأبيه أستاذًا للفيزياء. بينما عملت والدته في مختبر للكيمياء الحيوية، وكان والدها أستاذًا للكيمياء الحيوية. انتقلت عائلة ستيفنسون إلى شامبين أوربانا في ولاية إلينوي في عام 1960، ثم في عام 1966 إلى أميس في ولاية أيوا. تخرج ستيفنسون من مدرسة أميس الثانوية في عام 1977.
درس ستيفنسون في جامعة بوسطن حيث تخصص في الفيزياء في البداية، ثم انتقل إلى الجغرافيا بعد أن اكتشف أن هذا سيسمح له بقضاء المزيد من الوقت مستخدمًا الحاسوب المركزي. تخرج في عام 1981 بدرجة بكالوريوس في الجغرافيا والتخصص الثانوي في الفيزياء. عاش ستيفنسون منذ عام 1984 في شمال غرب المحيط الهادئ أغلب وقته، ويعيش حاليًا في سياتل مع عائلته.

## مساره المهني
كانت رواية ستيفنسون الأولى «يو الكبير» المنشورة في عام 1984 بمثابة لقطة ساخرة عن الحياة في أميريكان ميجافيرسيتي، وهي جامعة بحثية شاسعة وهادئة تواجه مظاهرات فوضوية. كانت روايته التالية «زودياك» (1988) قصة مثيرة عن كفاح بطل الرواية المناصر للبيئة الراديكالي في كفاحه ضد الشركات الملوثة للبيئة. لم تجذب كلا الروايتين الكثير من الاهتمام النقدي في طبعتهما الأولى، ولكنها أظهرت مخاوف سيطورها ستيفنسون بشكل أكبر في أعماله اللاحقة.
تقدم ستيفنسون في عام 1992 مع صدور رواية «تحطم الثلج» وهي رواية تنتمي إلى تقاليد أواخر السايبربانك أو ما بعد السايبربانك التي تمزج بين علم التطور الثقافي وفيروسات الكمبيوتر وغيرها من الموضوعات التكنولوجية الفائقة مع الأساطير السومرية، إلى جانب الاستقراء الاجتماعي للرأسمالية القائمة على مبدأ عدم التدخل والملكية الجماعية. كانت «تحطم الثلج» أول رواية خيال علمي ملحمية من ستيفنسون. وصف مايك جودوين ستيفنسون في وقت لاحق بأنه «شخص بسيط من الطلاب الخريجين المتواضعين الذي لم يظهر سلوكه الناعم أي إشارة واضحة إلى أنه كتب أفضل روايات الخيال العلمي في فئة السايبربانك». انضم ستيفنسون إلى عمه ج. فريدريك جورج في عام 1994 لنشر رواية الإثارة السياسية «الواجهة» تحت الاسم المستعار «ستيفين بوري»؛ وأتبعاها في عام 1996 برواية «بيت العنكبوت».
رواية ستيفنسون المكتوبة بشكل فردي التالية هي «عصر الماس: أو تصوير لبدايات سيدة شابة»، نُشرت في عام 1995، وقدمت العديد من الاكتشافات التكنولوجية في العالم الحقيقي اليوم. تضمنت رواية ستيفنسون التي كانت تُرى في ذلك الوقت مستقبلية، تقنية نانو عالمية واسعة النطاق تتعلم ذاتيًا، وكتب ديناميكية، وروبوتات، وعلم التحكم الآلي، ومدن سيبرانية. انطوت الحبكة على أسلحة مزروعة في جماجم الشخصيات، وأجهزة نسخ لا حد لها تقريبًا لكل شيء من المراتب إلى الأطعمة، والورق الذكي، وآلات نانو لتعقيم الدم والهواء، وتقع أحداثها في عالم مستقبلي قاتم ذي موارد محدودة ويسكنه الناجون الأقوياء، وفيها يُصمم بطل مدمج عن طريق الخطأ من قبل عدد قليل من المبدعين والمبرمجين والمخترقين الأقوياء والأثرياء.
جاءت بعدها رواية «كريبتونوميكون» في عام 1999، وهي رواية معنية بمفاهيم تتراوح بين الحوسبة وأبحاث آلان تورينج في كسر الشيفرات والتشفير خلال الحرب العالمية الثانية في بليتشلي بارك ومحاولة حديثة لإنشاء ملجأ للبيانات. وقد أعيد إصدارها لاحقًا في ثلاث مجلدات منفصلة في بعض البلدان، وتضمن هذا في ترجمتها إلى الفرنسية والإسبانية. وفي عام 2013، فازت «كريبتونوميكون» بجائزة بروميثيوس لقاعة الشرف. 

## روابط خارجية
- نيل ستيفنسون على موقع IMDb (الإنجليزية)
- نيل ستيفنسون على موقع ميوزك برينز (الإنجليزية)
- نيل ستيفنسون على موقع إن إن دي بي (الإنجليزية)
- نيل ستيفنسون على موقع قاعدة بيانات الفيلم (الإنجليزية)